# Colley Cibber

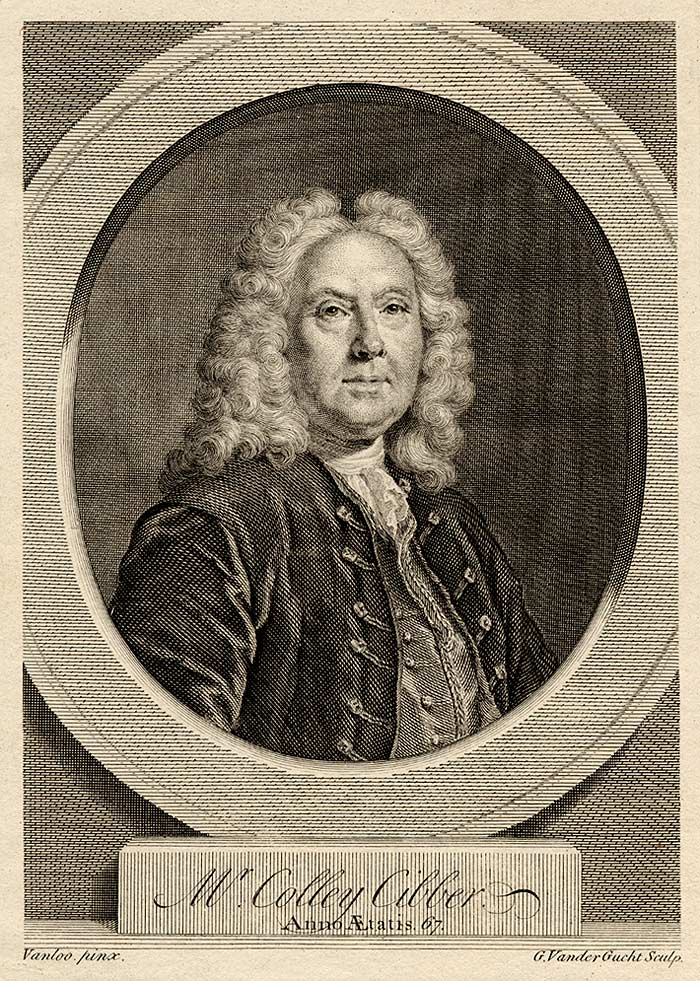
Colley Cibber

Colley Cibber, gelegentl. Cooley Cibber, (* 6. November 1671 in London; † 12. November 1757 ebenda) war ein britischer Schauspieler, Theaterleiter, Impresario, Dramatiker und Dichter.

## Leben
Colley Cibber war ein Sohn des Bildhauers Cajus Gabriel Cibber und dessen zweiter Ehefrau Jane Colley (1646–1697). Er hatte einen Bruder und eine Schwester. Cibber schrieb eine Reihe von Stücken, welche von seiner eigenen Theatergruppe am Theatre Royal Drury Lane in London aufgeführt wurden. Neben seinen eigenen Stücken adaptierte er eine Reihe von Stücken (u. a. von William Shakespeare und Molière) für sein Ensemble und wurde wegen dieser Plagiate wiederholt kritisiert. Sein Non-Juror ist kaum verhüllt der Tartuffe von Molière und die Stücke Tragical History of King Richard III. und Papal tyranny in the reign of King John sind Paraphrasen auf Shakespearesche Dramen.
Cibber selbst verstand sich vor allem als Schauspieler; mit der Darstellung komischer Rollen in Restaurationskomödien, wie etwa dem „Lord Foppington“ in John Vanbrughs Stück The Relapse, hatte er große Erfolge. In tragischen Rollen galt er als Fehlbesetzung und war hier immer wieder das Opfer von Spott. Als Manager des Theatre Royal an der Drury Lane entdeckte er Kitty Clive bereits in jungen Jahren.
Cibbers freche, extrovertierte Persönlichkeit fand nicht immer Wohlgefallen bei seinen Zeitgenossen. Wiederholt warf man ihm geschmacklose, theatralische Inszenierungen, fragwürdige Geschäftsmethoden sowie politischen und sozialen Opportunismus vor. Die Ehre eines königlichen Hofdichters (Poet Laureate) soll Cibber nur aufgrund seiner Beziehungen erhalten haben. Er war außerdem das Hauptziel von Alexander Popes satirischem Gedicht The Dunciad.
Heutzutage wird ihm als Dichter keine Bedeutung mehr zugemessen. Anhand einiger seiner Komödien lässt sich anschaulich zeigen, wie sich Anfang des 18. Jahrhunderts der Publikumsgeschmack wandelte – insbesondere im Vergleich mit den Stücken von John Vanbrugh. Seine Autobiographie Apology for the life (1740) ist außerdem eine hervorragende Quelle für das Theatergeschehen des frühen 18. Jahrhunderts. Cibber begründete damit eine Tradition von anekdotenreichen und daher oft episch breitangelegten Autobiographien. Zeitgenössische Gerüchte unterstellten die Urheberschaft dieser Autobiografie dem Schriftsteller Henry Fielding.

## Werke
Prosa:
- An apology for the life of Mr. Colley Cibber- London, elektronische Ausgabe
- The character and conduct of Cicero considered (1747)
- A letter from Mr. Cibber to Mr. Pope (1742)

Gedichte:
- The blind Boy. In der Übersetzung Jacheluttas von Franz Schubert vertont als "Der blinde Knabe"
 D. 833

Theaterstücke:
- The careless husband (1704)
- The comical lovrs (1707)
- The double gallant (1707)
- The lady's last stake (1707)
- Love makes a man or the fop's fortune (1700)
- Love's last shift or the fool in fashion (1696)
- The non-juror (1717)
- The papal tyranny in the reign of King John (1736)
- The provoked husband or a journey to London (1728)
- The refusal or the ladies philosophy (1721)
- The rival fools (1709)
- She wou'd and she wou'd not or the kind impostor (1702)
- The schoolboy or the comic rival (1707)
- The tragical history of King Richard III. (1700)
- Woman's wit or the lady in fashion (1677)